# Cursorius coromandelicus
Cursorius coromandelicus е вид птица от семейство Glareolidae.

## Разпространение
Видът е разпространен в Бангладеш, Индия, Непал, Пакистан и Шри Ланка.